# Batalha de Öland
A Batalha de Öland foi um confronto naval travado em 1º de junho de 1676 durante a Guerra da Escânia entre forças da Dinamarca-Noruega e Países Baixos sob o comando do almirante Cornelis Tromp contra aquelas da Suécia sob o almirante-general Lorentz Creutz. A Suécia precisava urgentemente enviar reforços para suas posses na Germânia enquanto a Dinamarca queria transportar um exército para a Escânia e assim abrir uma frente em solo sueco.
A capitânia sueca Kronan emborcou e explodiu assim que a batalha começou, vitimando quase toda a sua tripulação, incluindo Creutz. O comando da frota sueca então passou para o almirante Claes Uggla a bordo do Svärdet, mas a força dano-neerlandesa aproveitou para tirar vantagem da desordem inimiga. O Svärdet foi cercado e danificando em um longo duelo de artilharia e em seguida incendiado com um brulote, com Uggla morrendo afogado enquanto tentava escapar do navio. As embarcações suecas restantes fugiram em desordem depois da morte de seu segundo comandante.
A batalha consolidou a supremacia naval dinamarquesa, que foi mantida pelo restante da guerra. O rei Cristiano V da Dinamarca conseguiu enviar tropas para a Escânia, com uma força de 14,5 mil homens desembarcando ao sul de Helsingborg em 29 de junho. A região se tornou o principal campo de batalha do conflito, culminando nas Batalhas de Lund, Halmstad e Landskrona. Forças navais dano-neerlandesas ficaram livres para atacar o litoral sueco até Estocolmo.